# Computeria
Computerias sind nichtkommerzielle Einrichtungen in der Schweiz und Österreich, die Personen ab etwa 50 Jahren zur Computernutzung anleiten. Sie gehören damit zur informellen Erwachsenenbildung.
Der Name Computeria ist ein Kofferwort aus „Computer“ und „Cafeteria“. Die erste Computeria wurde in St. Gallen eröffnet. Derzeit (Februar 2018) gibt es in der Schweiz bereits über 50 und in Tirol (Österreich) über 50 Computerias, die durch das Netzwerk Computeria Tirol unterstützt werden. Computerias mit Macintosh-Computern werden auch als Maceria bezeichnet.
Die Namen Computeria® und Maceria® sind in der Schweiz seit 2014 eingetragene Marken.